# Stare Olesno
Stare Olesno (deutsch Alt-Rosenberg) ist ein Ort am Stober in der Stadt- und Landgemeinde Olesno (Rosenberg O.S.) im Powiat Oleski der Woiwodschaft Opole (Oppeln) in Polen.

## Geographie
Das Straßendorf Stare Olesno liegt rund fünf Kilometer nordwestlich von Olesno und etwa 52 Kilometer nordöstlich von Opole (Oppeln).
Durch den Ort verläuft die Landesstraße Droga krajowa 11. Nördlich des Dorfes verläuft die Lubliniec–Kluczbork.
Nachbarorte von Świercze sind im Schiorke (Ciarka), im Südosten Wojciechów (Albrechtsdorf), im Süden Łowoszów (Lowoschau) und im Westen Grunowitz (Gronowice).

## Geschichte

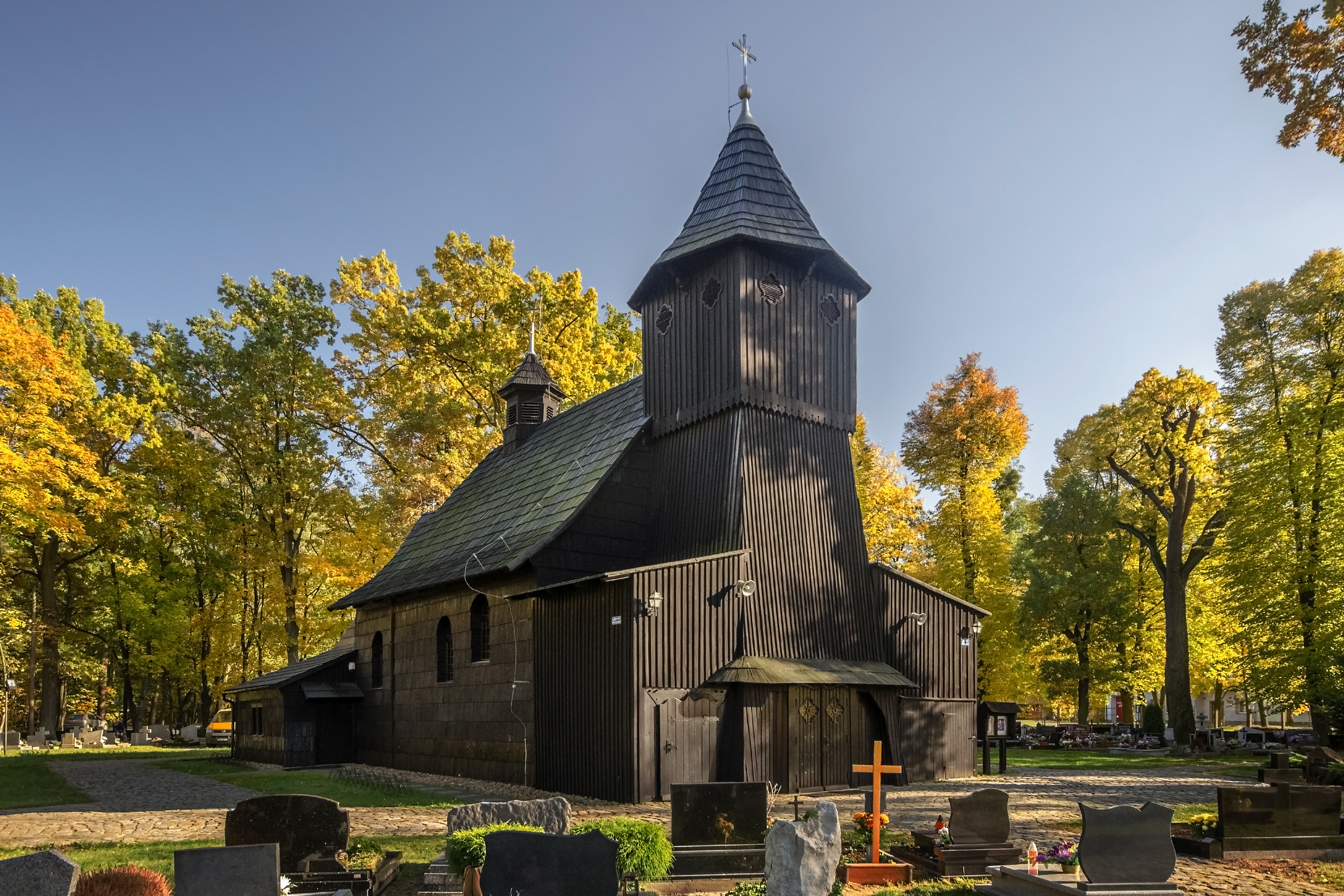
Schrotholzkirche St. Maria Magdalena

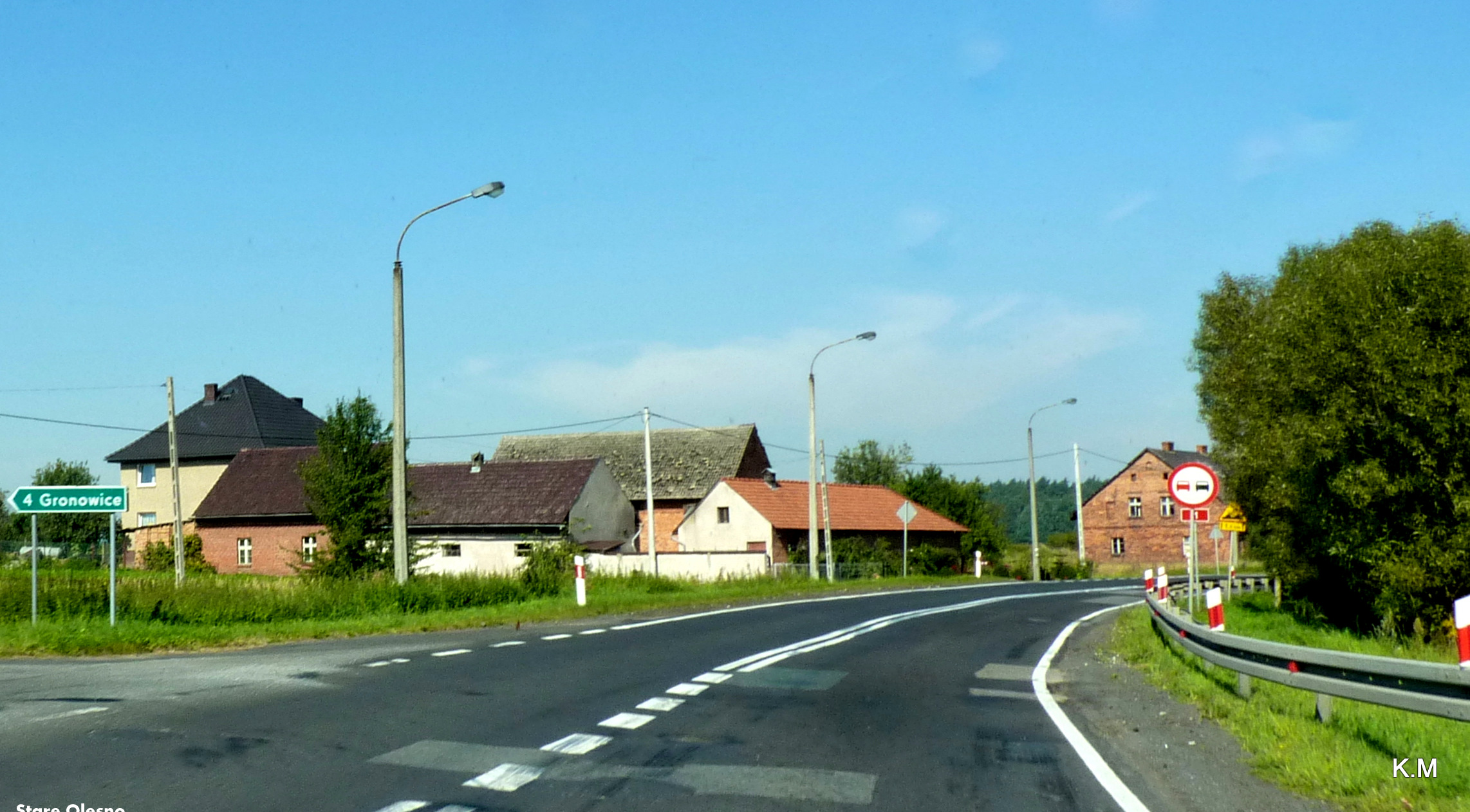
Dorfansicht an der Landesstraße 11

Für das Jahr 1372 ist der Name Rosenberg villa nachgewiesen, für das Jahr 1439 der Name Rosenberg antiqua, später wurde Alt-Rosenberg, Alt Rosenberg oder Altrosenberg verwendet.
Nach dem Ersten Schlesischen Krieg 1742 fiel Alt-Rosenberg mit dem größten Teil Schlesiens an Preußen.
Nach der Neugliederung der Provinz Schlesien gehörte die Landgemeinde Alt-Rosenberg ab 1816 zum Landkreis Rosenberg O.S., mit dem sie bis 1945 verbunden blieb. 1845 bestanden im Dorf eine katholische Kirche, ein Vorwerk, eine katholische Schule, eine Brauerei, eine Brennerei und 40 Häuser. Im gleichen Jahr lebten in Alt-Rosenberg 320 Einwohner, davon 60 evangelisch und sechs jüdisch. 1855 wurden 307 Einwohner gezählt. 1865 zählte Alt-Rosenberg 16 Gärtner. 1874 wurde der Amtsbezirk Albrechtshof gebildet, dem die Landgemeinden Albrechtsdorf, Alt Rosenberg und Lowoschau und die Gutsbezirken Albrechtsdorf, Alt Rosenberg, Lowoschau und Walzen eingegliedert wurden. 1885 zählte Alt-Rosenberg 195 Einwohner.
Bei der Volksabstimmung in Oberschlesien am 20. März 1921 stimmten 53 Wahlberechtigte für einen Verbleib Oberschlesiens bei Deutschland und 62 für eine Zugehörigkeit zu Polen. Alt-Rosenberg verblieb nach der Teilung Oberschlesiens beim Deutschen Reich. 1925 zählte Alt-Rosenberg 523 Einwohner, 1933 waren es 577 Einwohner. Am 1. April wurde Albrechtshof nach Alt-Rosenberg eingemeindet. Die Landgemeinde Alt-Rosenberg zählte 1939 1854 Einwohner. Bis 1945 befand sich der Ort im Landkreis Rosenberg O.S.
1945 kam der bis dahin deutsche Orte unter polnische Verwaltung und wurde anschließend der Woiwodschaft Schlesien angeschlossen und ins polnische Broniec umbenannt. 1950 kam der Ort zur Woiwodschaft Oppeln und 1975 zur Woiwodschaft Tschenstochau. 1999 kam der Ort zum wiedergegründeten Powiat Oleski und wieder zur Woiwodschaft Oppeln.

## Sehenswürdigkeiten
- Die römisch-katholische Kirche St. Maria Magdalena ist eine Schrotholzkirche. Der Holzbau wurde 1680 erbaut. Bis 1910 war die Kirche im Besitz der Augustiner-Chorherren in Rosenberg. Die Saalkirche besitzt einen rechteckigen Chor, einen Turm an der Westseite mit einer vorkragenden Glockenstube. Die Außenwand und das Dach sind verschindelt. Im Inneren befindet sich ein Gemälde der Muttergottes aus dem 17. Jahrhundert sowie eine Kreuzwegstation aus dem 19. Jahrhundert.[8] Die Kirche gehört heute zur katholischen Pfarrei St. Michael in Olesno. Seit 1954 ist das Kirchengebäude denkmalgeschützt.[9]
- Das Schloss Alt-Rosenberg wurde 1904 unter Mortimer von Lieres und Wilkau erbaut.[10]

## Persönlichkeiten
- Konrad Barde (1897–1945), deutscher Generalmajor im Zweiten Weltkrieg.